# Hidetaka Ishida
Pour les articles homonymes, voir Ishida.
 (septembre 2012).
Si vous disposez d'ouvrages ou d'articles de référence ou si vous connaissez des sites web de qualité traitant du thème abordé ici, merci de compléter l'article en donnant les références utiles à sa vérifiabilité et en les liant à la section « Notes et références ».
Hidetaka Ishida (石田 英敬, Ishida Hidetaka, né en 1953) est un philosophe, spécialiste de littérature française et de médiologie. Il est l’un des traducteurs de Michel Foucault en japonais.

## Carrière universitaire
Diplômé du département de Littérature française de l’université de Tokyo et docteur de l’université Paris-X, il a été maître de conférences à l’université Dōshisha. Il enseigne depuis 1992 à l’université de Tokyo où il est professeur depuis 1996. 

## Œuvres
- 記号の知／メディアの知 (Connaissance des signes / connaissance des médias), Tōkyō daigaku shuppankai, 2003.
- 現代思想の地平 (L’Horizon de la pensée contemporaine), Hōsō daigaku kyōiku shinkōkai, 2005.
- 現代思想の教科書 (Manuel de pensée contemporaine), Chikuma shobō, 2010.
- 自分と未来のつくり方−情報産業社会を生きる (La fabrique de soi, la fabrique du futur : vivre dans une société d’industrie de l’information), Iwanami shoten, 2010.